# قورس وردي أخضر
قورس وردي أخضر (الاسم العلمي: Coris roseoviridis) هو نوع من الأسماك يتبع جنس القورس من الفصيلة اللبروسية.